# Maurice Ballerstedt
Maurice Ballerstedt (Berlijn, 16 januari 2001) is een Duits wielrenner die als beroepsrenner voor Alpecin-Fenix reed. De Duitser genoot zijn opleiding in de Nederlandse opleidingsploeg Jumbo-Visma Development Team.

## Overwinningen
2021
ploegentijdrit Kreiz Breizh Elites
3e etappe Tour du Pays de Montbéliard
Eind- en jongerenklassement Tour du Pays de Montbéliard

## Resultaten in voornaamste wedstrijden
| Jaar | Ronde van Italië | Ronde van Frankrijk | Ronde van Spanje |
| ---- | ---------------- | ------------------- | ---------------- |
| 2022 |                  |                     |                  |
| 2023 |                  |                     | 143e             |
| 2024 |                  |                     | 126e             |

| Jaar | Gent-Wevelgem | Ronde van Vlaanderen | Parijs-Tours |
| ---- | ------------- | -------------------- | ------------ |
| 2022 | opgave        |                      | opgave       |
| 2023 | opgave        | opgave               | 72e          |
| 2024 |               |                      |              |

### Resultaten in kleinere rondes
| Jaar | UAE Tour | Parijs-Nice |
| ---- | -------- | ----------- |
| 2022 |          |             |
| 2023 | 98e      | opgave      |

## Ploegen
- 2020 –  Jumbo-Visma Development Team
- 2021 –  Jumbo-Visma Development Team
- 2022 –  Alpecin-Fenix
- 2023 –  Alpecin-Deceuninck
- 2024 –  Alpecin-Deceuninck

Anderson · Ballerstedt · Bax · Bayer · De Bondt · De Tier · Dillier · Gaze · Gogl · Janssens · Krieger · Leysen · Mareczko · Merlier · Meurisse · Oldani · Philipsen · Planckaert · Rickaert · Riesebeek · Sbaragli · Stannard · Taminiaux · Thwaites · Van Den Bossche · D. van der Poel · M. van der Poel · Van Keirsbulck · Vermeersch · Vermote · Vine
Ballerstedt · Bayer · Conci · De Bondt · Dillier · Gaze · Ghys · Gogl · Groves · Hermans · Janssens · Kragh Andersen · Krieger · Leysen · Mareczko · Meurisse · Oldani · Osborne · Philipsen · Planckaert · Plowright · Rickaert · Riesebeek · Sbaragli · Sinkeldam · Stannard · Taminiaux · Van Den Bossche · van der Poel  · Vermeersch
Ballerstedt · Bayer · Boven · Conci · Dillier · Gaze · Ghys · Gogl · Groves · Hermans · Hollmann · Janssens · Kielich · Kragh Andersen · Laurance · Leysen · Meurisse · Osborne · Philipsen · Planckaert · Plowright · Rickaert · Riesebeek · Sinkeldam · Uhlig · Van Den Bossche · van der Poel  · Van Tricht · Vergallito · Vermeersch